# 鳥取県道255号大羽尾小羽尾線
鳥取県道255号大羽尾小羽尾線（とっとりけんどう255ごう おおばねおこばねおせん）は、鳥取県岩美郡岩美町を通る一般県道である。

## 概要
岩美郡岩美町大字大羽尾から岩美郡岩美町大字小羽尾に至る。

### 路線データ
- 起点：岩美郡岩美町大字大羽尾（東漁港）
- 終点：岩美郡岩美町大字小羽尾（国道178号交点）
- 総延長：0.6 km

## 地理

### 通過する自治体
- 岩美郡岩美町

### 交差する道路
| 交差する道路 | 交差する場所 | 交差する場所 |
| ------------ | ------------ | ------------ |
| 国道178号    | 大字小羽尾   | 終点         |

### 沿線
- 東漁港